# Jos De Maegd
Jos De Maegd (Uden, 14 april 1917 - Sint-Lambrechts-Woluwe, 1992) was een Belgisch schilder, aquarellist en etser.

## Levensloop
Jos De Maegd kreeg bekendheid onmiddellijk na de Tweede Wereldoorlog. Hij volgde de voorbeelden van Gust De Smet en Jean Brusselmans, die de figuratieve traditie volgden. Hij won de Prijs van Rome en kon zich in die stad verder bekwamen. Twee jaar later won hij opnieuw de Prix de Rome en kreeg een beurs om een jaar in Belgisch-Congo rond te reizen. Dit verblijf had een grote invloed op zijn schilderkunst. Hij werd levendiger en frisser in zijn Congolese taferelen. Hij begon ook voor het eerst te abstraheren.
Het beginnende succes werd duidelijk toen hij mocht deelnemen aan de prestigieuze groepstentoonstelling La Jeune Peinture Belge in 1951 in het Brusselse Paleis voor Schone Kunsten.
Enkele jaren later, onder de invloed van onder meer Jackson Pollock en Wassily Kandinsky, koos hij voor goed voor de abstracte kunst. Hierdoor verloor hij een deel van zijn publiek en sloop er ook een zekere twijfel en spanning in zijn werk.

## Pedagoog
Behalve kunstenaar, was De Maegd een geëngageerd pedagoog. Decennialang doceerde hij aan de kunsthogeschool Sint-Lucas. Hij stichtte ook het creatieve jeugdatelier Windekind in het Roodebeekcentrum in Sint-Lambrechts-Woluwe.

## Oorlogsperikelen
Jos De Maegd was actief in het Vlaams Verbond van Katholieke Scouts (VVKS). Hij promoveerde er een radicaal flamingantisme, dat overeenstemde met de zienswijze van verbondscommissaris Maurits Van Haegendoren. In 1944 deed deze hem benoemen tot VVKS-verbondsraadslid voor Stijl en Cultuur, wat aanleiding gaf tot controverse binnen het hoofdbestuur. Na de Bevrijding bleef hij niet verder in deze functie behouden.
Het Archief en Museum voor het Vlaams Leven te Brussel (AMVB) bewaart schilderijen van De Maegd en voorwerpen afkomstig uit zijn atelier.
A Arlon, Musée Gaspar-Collection de l'Institut Archéologique du Luxembourg, 1 monotype.